# Paolo Borella
Paolo Borella (Bergamo, 17 agosto 1953) è un giornalista e conduttore radiofonico italiano.

## Biografia
Dopo la laurea in Filosofa alla Scuola Normale di Pisa, ha lavorato come ricercatore sulla storia tedesca all’Università di Brema. Nel 1979 entra in RAI come giornalista a seguito di un concorso. Viene assegnato prima alla sede regionale di Bolzano, poi alla redazione esteri della testata nazionale del TG1. Sarà per molti anni inviato speciale del TG1 per gli avvenimenti internazionali di rilievo: dalla crisi dei regimi comunisti alla prima guerra del Golfo, dal processo di pace in Medio Oriente alla dissoluzione della Jugoslavia. 
Nel 1989 ha seguito per la RAI la caduta del Muro di Berlino insieme all’inviata del TG2 Lilli Gruber, esperienza che ha immortalato nel libro scritto a quattro mani con la collega Quei giorni a Berlino, edito dalla Nuova Eri nel 1990, bestseller tradotto anche in Brasile. Gli stessi due autori sono tornati nella capitale tedesca nel 2009, per documentare dopo vent’anni la nuova situazione con il libro Ritorno a Berlino edito da Rizzoli. L’interesse di Borella per la relazione tra Italia e Germania ha prodotto anche pubblicazioni scientifiche e interventi pubblici. È stato corrispondente per la RAI dalla Germania negli anni del secondo governo Schröder.
Dopo il rientro dalla sede RAI di Berlino nel 2005 è passato a Radio 1 per condurre la trasmissione pomeridiana Baobab. Accanto all’attività professionale, si è occupato di formazione degli operatori dell’informazione nei corsi di Tecniche del Giornalismo Radiofonico all’Università LUMSA. Ha scritto per il giornale on-line L’Indro articoli di politica estera e cultura.